# Yuan-Cheng Fung
Yuan-Cheng Bertram Fung, genannt Bert, (* 15. September 1919 in Changzhou; † 15. Dezember 2019 in San Diego) war ein US-amerikanischer Ingenieurwissenschaftler, der in den USA als Pionier der Biomechanik gilt.
Fung studierte an der Nanjing-Universität (Diplom 1943) und wurde 1948 bei Ernest Sechler am Caltech promoviert (Elastostatic and aeroelastic problems relating to thin wings of high speed airplanes), wobei er sich anfangs mit Flugzeugmechanik befasste. Er war Professor an der University of California, San Diego.
Er stellte ein nach ihm benanntes Materialgesetz für biologische Gewebe auf und spezieller Materialgesetze für eine ganze Reihe menschlicher Gewebe und Organe und deren Komponenten.
1976 erhielt er die Von-Karman-Medaille, 1977 den Otto-Laporte-Preis, 1991 die Timoshenko Medal, 2000 die National Medal of Science und 2007 den Russ Prize. Er ist Mitglied der National Academy of Engineering (1979), der National Academy of Sciences (1992), des Institute of Medicine, der Academia Sinica und der Chinesischen Akademie der Wissenschaften (1994).
Er war einer der Gründer des Journal of Biomechanics. 1972 gründete er das Biomechanics Symposium der American Society of Mechanical Engineers. Er war vierfacher Ehrendoktor (u. a. Drexel University, Hong Kong). Er hatte mehrere Ehrenprofessuren in China.
Er war seit 1949 verheiratet und hatte zwei Kinder.

## Schriften
- First course in continuum mechanics, Prentice-Hall 1969, 3. Auflage 1994
- Foundations of solid mechanics, Prentice-Hall 1965
- Introduction to the theory of aeroelasticity, Wiley 1955, Reprint Dover 1969, 2008
- Selected works on biomechanics and aeroelasticity, 2 Bände, World Scientific 1997
- Biomechanics: mechanical properties of living tissues, 2. Auflage, Springer Verlag 1993
- Biomechanics: motion, flow, stress, and growth, Springer Verlag 1990
- Biodynamics: circulation, Springer Verlag 1984
- Herausgeber: Introduction to Bioengineering, World Scientific 2001
- mit Pin Tong: Classical and computational solid mechanics, World Scientific 2001